# Полски езиков съвет
Полски езиков съвет (на полски: Rada Języka Polskiego) е консултативна и съвещателна институция в областта на използване полски език.
Полски езиков съвет е създаден от президиума на Полската академия на науките в съответствие с Решение № 17/96 от 9 септември 1996 г. Дейността му се нормализира от Закона за полския език от 7 октомври 1999 г., при които Полски езиков съвет функцинира от месец май 2000 година.
Първият председател беше Валери Писарек. От май 2000 г. той бе заменен от Анджей Марковски. Заместник-председатели на Полски езиков съвет са Йежи Бралчик и Мачей Желински.
Полски езиков съвет е съставен от експерти в следните области: антропология, журналистика, история и култура на полската история, компютърни науки, лингвистика, английско езикознание, литература, медицина, образование, право, реклама, семиотика, театър, теология, литературна теория, транслаторика.
Задачите на Полски езиков съвет са разпространяване на знания на полски език; вземане отношение срещу правилата на правописа и пунктуация; становища в съмнителни въпроси, свързани с употребата на полски език; и за формата на езиковите текстове в областта на обществено общуване както и въпроси, свързани с имената, предложени за нови стоки или услуги, намеряване решения за използването на полски език в различни области на науката и технологиите, грижа на полската култура в областта на образованието.
В структурите на Полски езиков съвет оперира девет работни групи:
- Дидактична комисия, председател Тадеуш Згулка
- Комисия на свещена терминология, председател Веслав Пшичина
- Комисия на правен език, председател Мачей Желински
- Комисия на терминологична информатика, председател Анджей Бликле
- Комисия на език в медиите, председател Малгожата Туловецка
- Комисия на медицински език, председател Ян Доброшевски
- Комисия на полския език извън страната, председател Владислав Мьодунка
- Ортографично-ономастична комисия, председател Йежи Подрацки
- Комисия на културата на жив език, председател Ева Колоджейек